# 10-та повітрянодесантна бригада (СРСР)
10-та гвардійська пові́тряно-деса́нтна брига́да (10 пдбр) — повітряно-десантна бригада, військове з'єднання повітряно-десантних військ Радянського Союзу за часів Другої світової війни. Мала три формування; у складі діючої армії під час німецько-радянської війни: з 22 червня до 10 серпня 1941; з 3 жовтня 1941 до 29 січня 1942 року.

## Історія з'єднання

### Перше формування
10-та повітряно-десантна бригада першого формування формувалась на базі 223-ї стрілецької дивізії у травні 1941 року в Даугавпілсі. 19 червня 1941 року бригада була піднята по тривозі і почала висуватися в бік державного кордону для проведення навчань. На 22 червня 1941 року на початок вторгнення німецького вермахту до Радянського Союзу бригада перебувала на марші південніше Даугавпілса.
На 25 червня 1941 року під час Прикордонних боїв на північному фланзі німецько-радянського фронту виявилась у тилу військ противника (за деякими даними прикривала штаб Північно-Західного фронту в районі Паневежиса) і з боями виходила до головних сил корпусу, очевидно, що в боях 28 червня 1941 роки за Даугавпілс участі не брала, і в цілому, діяла у відриві від головних сил корпусу до 3-4 липня 1941 року, з 30 червня 1941 року — у складі групи Гур'єва.
Вранці 30 червня 1941 року бригада вела бій з окремими танками противника. На кінець 30 червня 1941 року бригада, маючи в складі 667 чоловіків при 7 гарматах вийшла на рубіж південно-західний берег озера Лубанс, Сондорі.
2 липня 1941 роки бригаді визначили завдання проведення наступу в загальному напрямку на Варакляни, станцію Межарес, Лівани з метою прикриття дії ударного угруповання армії справа та забезпечення стику з 8-ю армією, яка наприкінці 2 липня 1941 року вийшла на рубіж Даугави в районах переправ. Однак німецькі війська того ж дня самі перейшли в наступ у напрямку Віла, і після опору, частини бригади в районі Віла були розсіяні танками 6-ї танкової дивізії генерал-майора Ф. Ландграфа.
Залишки бригади відступали в районі шосе Даугавпілс — Остров, 5 липня 1941 року разом з корпусом виведена до фронтового резерву. З середини серпня 1941 року дислокувалась у районі Іваново, в резерві Ставки ВГК.
3 жовтня 1941 року бригада, перебуваючи під Ярославлем, була піднята по тривозі і на літаках почала перекидання по маршруту Коломна, Тула, десантувалася посадковим способом у районі Орла, де зайняла оборону на північний схід від міста і до 11 жовтня 1941 року зі важкими боями відступала до Мценська. Після того, як 11 жовтня 1941 року, положення на Мценському оборонному рубежі відносно стабілізувалося, 19 жовтня 1941 року бригада у складі корпусу перебазована до району на південний захід від Подольська і до 20 жовтня 1941 року перекинута на річку Нара.
21 жовтня 1941 року 1-й батальйон бригади готував оборонну смугу на ділянці Ішино — Горки — Ольхово, 2-й батальйон обороняв Хрести; 3-й батальйон — Стремілово. На 24 жовтня 1941 року підрозділи бригади утримували напрямок Горки — Ольхово з проведенням контратак. 26 жовтня 1941 року частина вийшла на східний берег річки Нара в 1,5 км на південь від району Горки. 27 жовтня 1941 року силами 2-го та 3-го парашутно-десантних батальйонів вийшла на рубіж східна околиця району Горки і вела бої за оволодіння районом Ольховка і в напрямку району Черпішня. 29 жовтня 1941 року закріпилася по північному берегу Нари в районі села Стремілово, разом з частинами 93-ї стрілецької дивізії і 24-ї танкової бригади, де тримала оборону аж до грудня 1941 року.
З 18 грудня 1941 року в контексті загального наступу радянських військ під Москвою перейшла в наступ у загальному напрямі на Малоярославець, 2 січня 1942 року взяла участь у його звільненні. На 12 січня 1942 року прорвалась з північного заходу до Мединя, 13 січня 1942 року передовий загін бригади перехопив шосе Медині — Мятлева у 2 кілометрах на південний захід від міста, і на 14 січня 1942 року, спільно з частинами 53-ї стрілецької дивізії і 26-ї танкової бригади звільнила Мединь. 21 січня 1942 року 10-та повітряно-десантна бригада виведена з боїв, 26 січня 1942 року відведена до резерву на відновлення боєздатності.
У липні 1942 року бригада переформована на 117-й гвардійський стрілецький полк.

### Друге формування
У другій половині 1942 року було сформовано 10-та повітряно-десантна бригада 2-го формування, але під такою назвою вона в боях участі не брала, в грудні 1942 року переформована на 21-й гвардійський повітряно-десантний полк.

### Третє формування
10-та повітряно-десантна бригада 3-го формування започаткована у грудні 1943 року в Московської області та разом з 9-ю, 12-ю бригадами увійшла до складу 15-ї гвардійської Свірської повітряно-десантної дивізії.
По завершенні етапу формування бригада залучалась до проведення низки командно-штабних навчань на місцевості із застосуванням засобів зв'язку в контексті підготовки до проведення бойової повітряно-десантної операції.
Однак наприкінці січня 1944 року на підставі наказу Народного комісара оборони СРСР № 003 від 19 січня 1944 року та Директиви Генерального штабу від 19 січня 1944 року №орг/2/304589 у період с 20 до 25 січня 1944 року у місті Раменське, Московської області 15-та гвардійська повітряно-десантна дивізія була переформована на 100-ту гвардійську стрілецьку дивізію з підпорядкуванням 37-му гвардійському стрілецькому корпусу Героя Радянського Союзу генерал-лейтенанта Миронова П. В.. 10-та гвардійська повітряно-десантна бригада стала 301-м гвардійським стрілецьким полком.

## Командування

### Командири
- Гур'єв Степан Савелійович (травень — жовтень 1941), полковник
- Чагаев Яків Федорович
- Харазия Хасан Лагустанович